# Monticello Brianza
Monticello Brianza (lombardul: Muntisel) település Olaszországban, Lombardia régióban, Lecco megyében. Lakosainak száma 4128 fő (2023. január 1.). Monticello Brianza Besana in Brianza, Cassago Brianza, Renate, Barzanò, Casatenovo, Missaglia és Viganò községekkel határos.

## Népesség
A település lakossága az elmúlt években az alábbi módon változott:
| Lakosok száma | 4225 | 4227 | 4128 |
|               | 2017 | 2018 | 2023 |